# Szymon Hołownia
Szymon Franciszek Hołownia (Białystok, 1976. szeptember 3. –) lengyel újságíró, író, média- és közéleti személyiség, politikus, a lengyel parlament alsóházának (Szejm) elnöke (2023-tól).

## Életpályája
Az északkelet-lengyelországi Białystokban született 1976-ban, ahol az apja a rendszerváltás kezdetén – egy rövid ideig – alpolgármester volt. A középiskola elvégzése után a Varsói Egyetemen öt évig tanult pszichológiát, ám végül nem diplomázott. Gyakorló katolikusként novíciusnak állt a Domonkos-rendbe, ám a tanulmányait kétszer is félbeszakította, először egészségügyi okok miatt, másodszor végleg, mert úgy vélte, a szerzetesség nem neki való.
Évekig dolgozott újságíró- és televíziós műsorvezetőként, 1997 és 2019 között megfordult többek között a Gazeta Wyborczánál, a Newsweek Polskánál, a Rzeczpospolitánál és a Wprostnál is. 2015 óta a Tygodnik Powszechny katolikus hetilap rovatvezetője. Egy ideig a Białystoki Rádiónál és a Lengyel Televíziónál is dolgozott. A Religia.tv csatorna programigazgatója volt. A TVN csatornán 2008-tól 2019-ig Marcin Prokoppal együtt vezette a Magyarországon is kipróbált, brit licenc alapján készült tévés tehetségkutató (Got Talent) lengyel változatát, a Mam talent! című műsort, amely meghozta számára a népszerűséget. Mindemellett számos publikáció, köztük több mint 20 könyv szerzője. Munkáját több alkalommal is elismerték, mint a „Grand Press”, vagy a „Wiktor publiczności” TV-s díj.
A 2023-as parlamenti választást követően a lengyel parlament alsóházának (Szejm) elnökévé választották (november 13.).
A tévés ismeretségéből politikai tőkét kovácsolt, amikor függetlenként elindult a 2020-as elnökválasztáson, ahol nagy meglepetésre a szavazatok csaknem 14%-ával a harmadik helyen végzett. Röviddel a választások után bejelentette a Lengyelország 2050 (Polska 2050) mozgalom létrehozását, amelyet augusztus 24-én hivatalosan is bejegyeztek, 2022 márciusában pedig politikai párttá alakult át. A következő év áprilisában a centrista párt koalícióra lépet a Lengyel Néppárttal, létrehozva ezzel a Harmadik Út (Trzecia Droga, TD) elnevezésű pártszövetséget. Az október 15-én tartott parlamenti választásokon a Harmadik Út több mint 14%-ot kapott (65 mandátumával harmadikként zárva), ugyanakkor a 24-es választókerületben (Białystok) a magát megmérettető Hołownia 13%-al alulmaradt.
A választást követően megalakuló új lengyel parlament Hołowniát választotta meg az alsóház (Szejm) elnökévé (november 13.).

## Magánélete
Felesége Urszula Brzezińska-Hołownia, a Lengyel Légierő vadászpilótája, aki orosz MiG–29-esen repül. Két lányuk van, Maria és Elżbieta Wanda.